# Dorotheenschanze

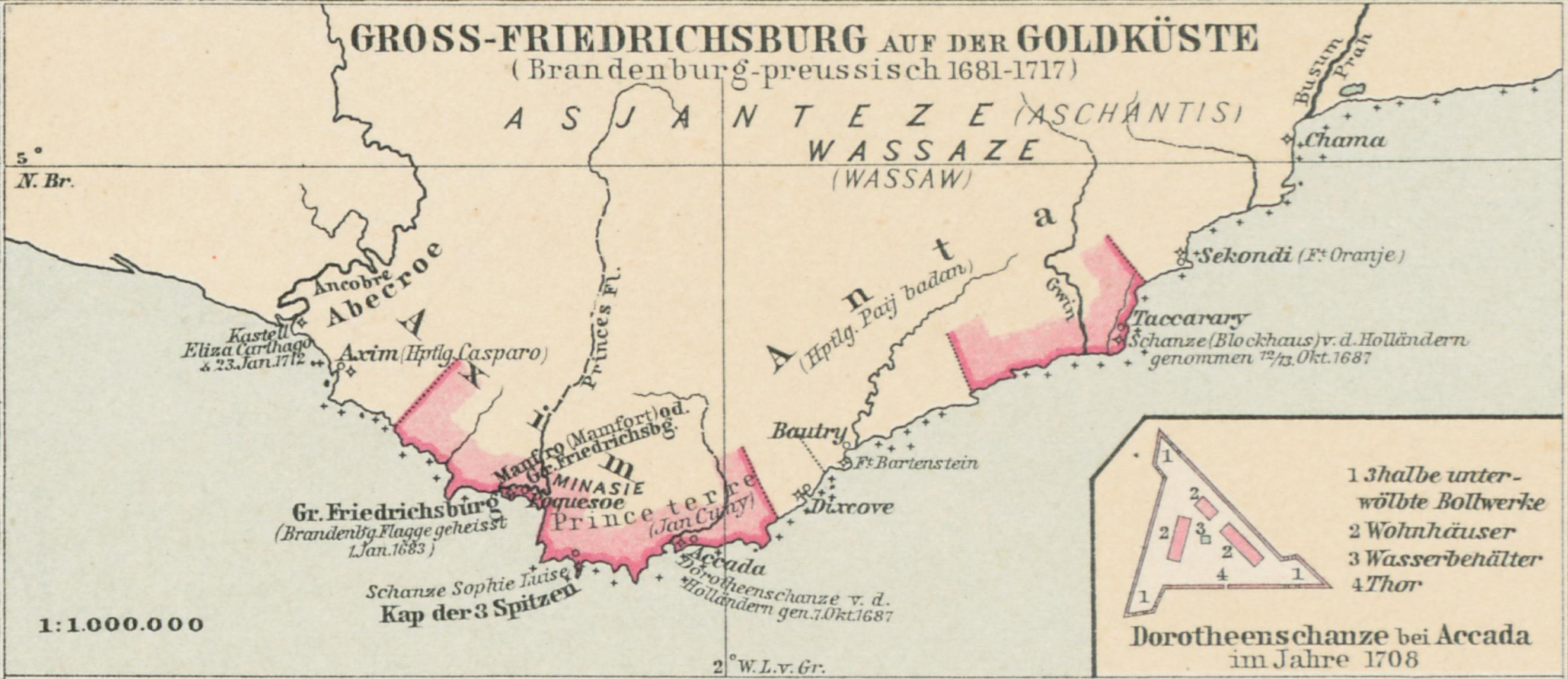
Die brandenburgisch-preußischen Kolonien an der Goldküste mit Plan der Dorotheenschanze bei Akwidaa (Arcada).

Die Dorotheenschanze war eine kurbrandenburgische Festung an der Goldküste im heutigen Ghana. Sie entstand 1684 und wurde 1717 gemeinsam mit den anderen kurbrandenburgischen Besitzungen Westafrikas an die Niederländer verkauft.

## Geschichte
1682 landete der kurbrandenburgische Major Otto Friedrich von der Groeben mit den Fregatten Churprinz von Brandenburg und Morian am Kap der drei Spitzen in der Nähe von Akwidaa. Er hatte den Auftrag, bei dem Dorf einen Stützpunkt für den Hochseehandel zu errichten, musste aber feststellen, dass bereits Vertreter der Niederländischen Westindien-Kompanie Anspruch auf das Gebiet erhoben.
Erst während weiter westlich schon die Bauarbeiten des neuen Forts Groß Friedrichsburg im Gange waren, kam es bei Akwidaa zu einer Niederlassung. 1684 wurde mit 24 Oberhäuptern des Ortes ein Vertrag geschlossen, der den Kurbrandenburgern das alleinige Besitzrecht des Gebietes sicherte und die ansässigen Ahanta dazu verpflichtete, ihnen einen Stützpunkt zu bauen.
Die Befestigungsanlage, die nach den Plänen des Ingenieurs Karl Constantin von Schnitter errichtet wurde, wurde nach der zweiten Frau des Kurfürsten Friedrich Wilhelm Dorotheenschanze genannt. Anders als englische und dänische Händler erkannten die Niederländer die Festung nicht an; schon 1687 wurde die Dorotheenschanze von indigenen Soldaten unter niederländischem Kommando eingenommen, das Fort kehrte aber drei Jahre später wieder in kurbrandenburgischen Besitz zurück.
1712 wurde die Dorotheenschanze im Zuge einer Auseinandersetzung zwischen dem Makler Jan Conny und einem niederländischen Makler aus Axim  erneut von Soldaten unter niederländischem und dieses Mal auch englischem Befehl gestürmt und schwer beschädigt. Der Wiederaufbau erfolgte nur schleppend. Mit dem Ende der kurbrandenburgischen Kolonialbestrebungen wurde das Fort 1717 schließlich an die Niederländer verkauft, die es Fort Dorothea nannten.
Die Dorotheenschanze ist heute eine Ruine.